# New Amsterdam Airport
New Amsterdam Airport är en flygplats i Guyana.   Den ligger i regionen East Berbice-Corentyne, i den nordöstra delen av landet, 90 km sydost om huvudstaden Georgetown. New Amsterdam Airport ligger 5 meter över havet.
Terrängen runt New Amsterdam Airport är mycket platt. Runt New Amsterdam Airport är det mycket glesbefolkat, med 4 invånare per kvadratkilometer. Närmaste större samhälle är New Amsterdam, 0,23 km söder om New Amsterdam Airport. Omgivningarna runt New Amsterdam Airport är en mosaik av jordbruksmark och naturlig växtlighet.